# 褐柄薹
褐柄薹（学名：Carex kiotensis），又名班囊果薹、沙地薹草，为莎草科薹草属下的一个种。

## 扩展阅读
- 維基物種上的相關：褐柄薹